# Cyclopteropsis
Cyclopteropsis – rodzaj ryb skorpenokształtnych z rodziny taszowatych.

## Klasyfikacja
Gatunki zaliczane do tego rodzaju:
- Cyclopteropsis bergi
- Cyclopteropsis brashnikowi
- Cyclopteropsis inarmatus
- Cyclopteropsis jordani
- Cyclopteropsis lindbergi
- Cyclopteropsis mcalpini
- Cyclopteropsis popovi